# Albalate de Cinca
Albalate de Cinca (Albalat d'a Zinca em aragonês) é um município da Espanha na província de Huesca, comunidade autónoma de Aragão, de área 44,29 km² com população de 1222 habitantes (2004) e densidade populacional de 27,59 hab/km².

## Demografia
| Variação demográfica do município entre 1991 e 2004 | Variação demográfica do município entre 1991 e 2004 | Variação demográfica do município entre 1991 e 2004 | Variação demográfica do município entre 1991 e 2004 |
| --------------------------------------------------- | --------------------------------------------------- | --------------------------------------------------- | --------------------------------------------------- |
| 1991                                                | 1996                                                | 2001                                                | 2004                                                |
| 1149                                                | 1107                                                | 1203                                                | 1222                                                |